# Guszev (Kalinyingrádi terület)
Guszev (oroszul: Гу́сев; németül: Gumbinnen litvánul: Gumbinė; lengyelül: Gąbin) város és a Kalinyingrádi terület Guszevszkij körzetének közigazgatási központja Oroszországban, a Pissza és a Krasznaja folyók találkozásánál, a lengyel és litván határ közelében, Csernyahovszktól keletre. Népessége 28 177 fő (2021. évi népszámlálás).

## Története
Gumbinnen települést (litvánul: Gumbinė: sütőtök) a Porosz Hercegségben, a Lengyel Királyság vazallus hercegségében, először egy 1580-as oklevél említi. Gumbinnenben a Hohenzollernek utasítására Albert porosz hercegnek köszönhetően protestáns parókiát hoztak létre 1545 körül, az első templomot pedig 1582-ben. 1618-ban Brandenburg-Poroszország része lett, de Lengyelország hűbérbirtoka maradt.

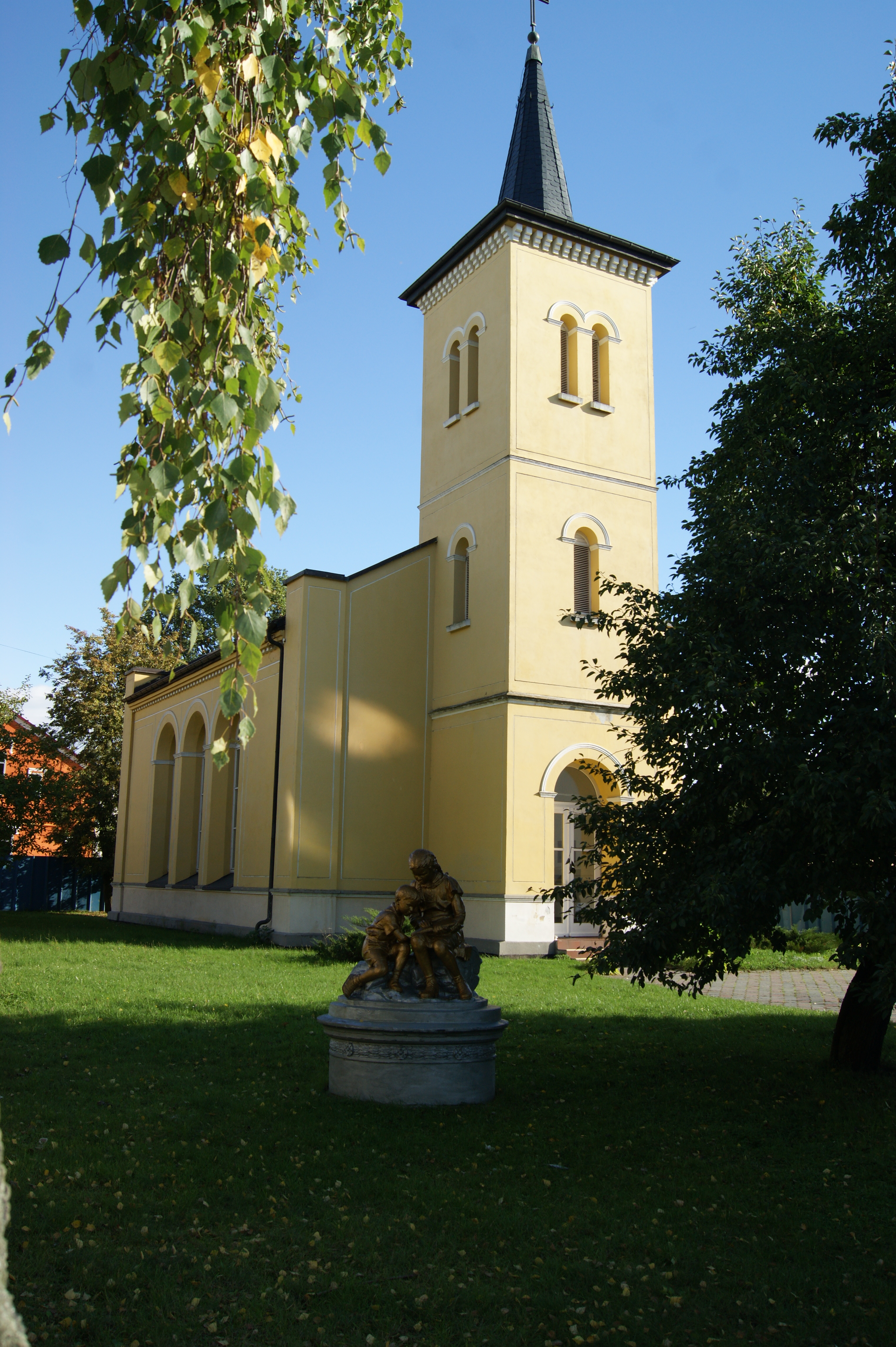
Salzburgi evangélikus templom

A 18. századtól a Porosz Királyság része volt. 1709 és 1711 között a területet az északi háborús pestisjárvány pusztította, és I. Frigyes Vilmos porosz „katonakirály” uralma alatt kellett újjáépíteni, aki 1724-ben Gumbinnen városi kiváltságait biztosította, majd 1732-től Salzburghoz telepítette át a területet. Protestánsok, salzburgi menekültek, akiket Leopold Anton von Firmian salzburgi érsekek űzött ki. A salzburgi protestánsok első filiálé templomát 1732 és 1752 között emelték, majd 1840-ben Karl Friedrich Schinkel tervei alapján neoklasszicista stílusban újjáépítették. A templomot 1995-ben az oroszországi, ukrajnai, kazahsztáni és közép-ázsiai evangélikus-lutheránus egyház restauráltatta.
1815-től Gumbinnen Regierungsbezirk Gumbinnen fővárosa volt, Kelet-Poroszország közigazgatási körzete, és Németország 1871-es egyesítésekor a Német Birodalom része lett. 1860-ban megépült a Porosz Állami Vasútvonal Königsbergből Stallupönenbe (ma Neszterov), és az útvonal Gumbinnenen keresztül haladt, aminek következtében a város gazdasági jelentősége megnőtt a régióban. A 19. század végére Gumbinnennek volt öntödéje, gépműhelye, bútorgyára, ruhaüzeme, két fűrészüzeme, több téglagyára és tejüzeme.

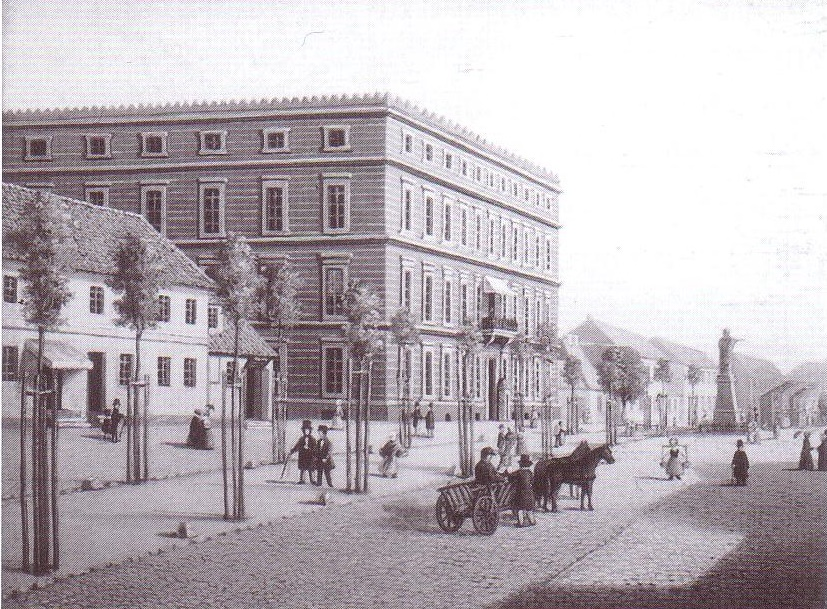
A régi városháza, 1844

Az első világháború idején a város a gumbinneni csata, egy jelentős csata helyszíne volt a keleti fronton. A csata a közelben zajlott a háború első napjaiban, 1914 augusztusában, majd Gumbinnent az orosz cári hadsereg több hónapig megszállva tartotta. A háború után Gumbinnenben épült egy szenes erőmű, az Ostpreußenwerk, amely Kelet-Poroszország nagy részét látta el villamos energiával. A náci korszak elején Gumbinnent a Königsberg katonai körzet katonai alrégiójaként jelölték ki. A második világháború vége felé, 1944-ben, Gumbinnen 24 000 lakosa közül az elsők menekülni kezdtek az előrenyomuló Vörös Hadsereg október 16-i szovjet légitámadás elől, amely súlyos károkat okozott a belvárosban. Október 22-én a várost elfoglalták a szovjet erők, amelyek számos bosszúálló atrocitást követtek el a polgári lakosság ellen, mielőtt a Wehrmacht két nappal később visszafoglalta volna a várost. Október végén sikerült stabilizálni a várostól keletre húzódó frontvonalat, s a Vörös Hadsereg gyorsan visszahódította a szovjet kelet-poroszországi offenzívában 1945. január 21-én. Kelet-Poroszország kiürítése során a túlélő német lakosok elmenekültek vagy kiutasították őket.
A háború befejezését követően, az 1945-ös potsdami konferencián kihirdetett határmódosítások az egykori Kelet-Poroszország tartomány északi részét a Szovjetunióhoz csatolták, így Gumbinnent is. A várost Guszev névre keresztelték, a Vörös Hadsereg kapitánya, Szergej Ivanovics Guszev tiszteletére, aki 1945 januárjában Gumbinnen közelében esett el, és április 19-én posztumusz megkapta a Szovjetunió Hőse kitüntetést.

## Közigazgatási és önkormányzati státusza

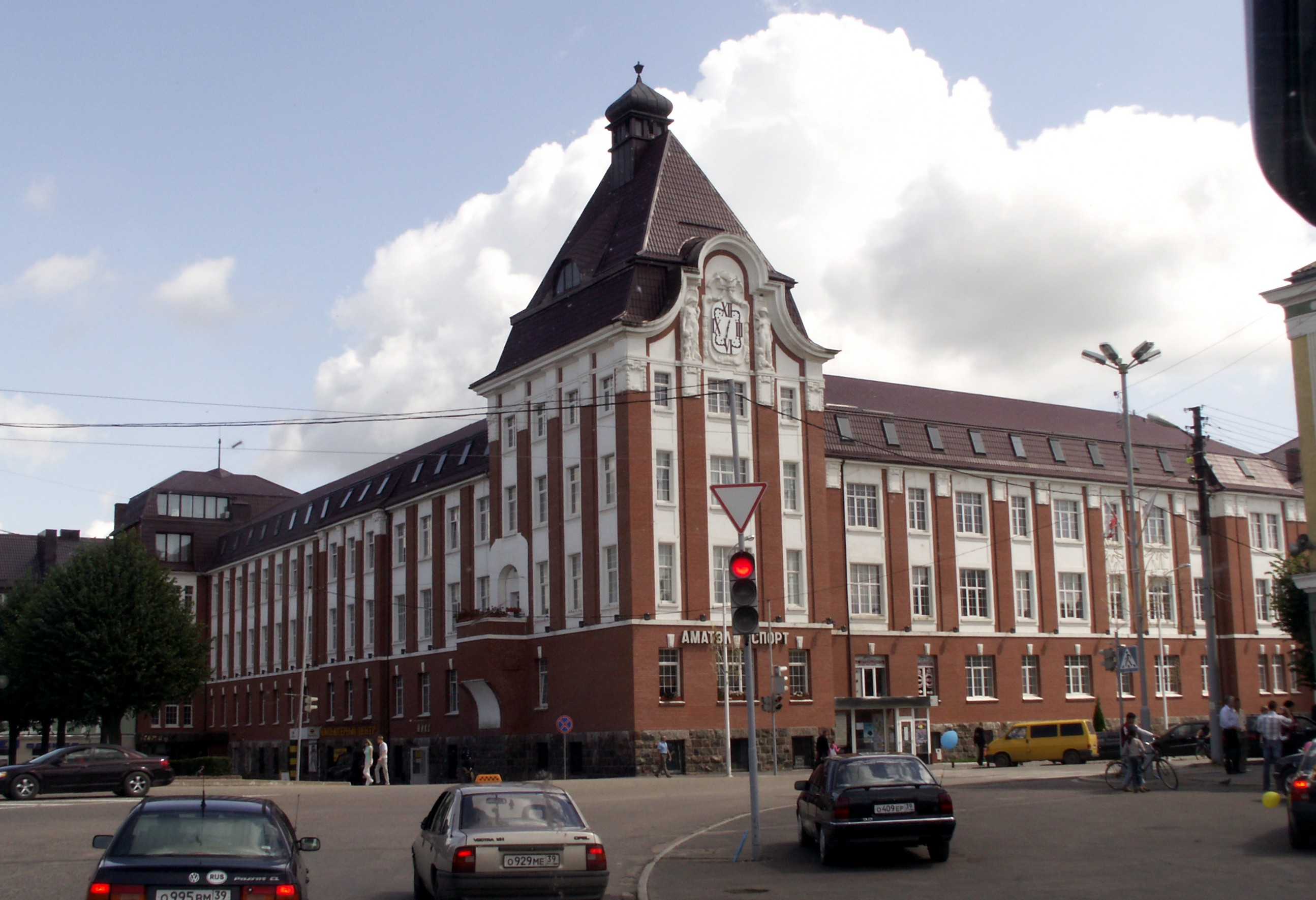
Igazgatási épület

Az adminisztratív felosztáson belül Guszev a Guszevszkij kerület közigazgatási központjaként szolgál. Közigazgatási részlegként a Guszevszkij körzetbe tartozik mint Guszev kerületi jelentőségű városa.
Oroszország közigazgatási beosztása alapján 2013. június 10. óta, Guszevszkij kerületi jelentőségű város és annak négy vidéki körzetének területe Gusevsky Urban Okrug néven szerepel. Ezt megelőzően a kerületi jelentőségű város Guszevszkij városi körzetbe került Guszevszkoje Urban Oblaszty néven.

## Gazdasága

### Közlekedése
Guszev a kétvágányú, széles nyomtávú vasútvonalon fekszik, amely összeköti a Kalinyingrádi terület exklávét Litvánián és Fehéroroszországon keresztül Oroszország fő szomszédos területével.

### A Jantar (Borostyán) különleges gazdasági övezet
Az 1990-es években Kalinyingrád megyében létrehozták a Jantar különleges gazdasági övezetet. A zóna néhány projektje Guszevben található, például az NPO CTS.

## Nevezetes emberek
- Kristijonas Donelaitis (1714–1780) porosz litván evangélikus lelkész és költő
- Christian Daniel Rauch (1777–1857), német szobrász
- Otto von Corvin (1812–1886), német író
- Gustav Albert Peter (1853–1937) német botanikus.
- Richard Friese (1854–1918) német állat- és tájfestő
- Konrad Grallert von Cebrów (1865–1942), az Osztrák-Magyar Hadsereg hadosztályparancsnoka
- Gotthard Heinrici (1886–1971), német tábornok
- Bruno Bieler (1888–1966), német tábornok
- Max Liedtke (1894-1955), német katonatiszt, a Nemzetek Igazainak egyike
- Werner Dankwort (1895–1986), német diplomata
- Winfried Mahraun (1907–1973) német búvár, aki részt vett az 1936-os nyári olimpián
- Wilhelm Schöning (1908–1987) hadnagy, a 66. páncélgránátos-ezred parancsnoka
- Karin Krebs (1943) német sportoló
- Oleg Gazmanov (1951), orosz popénekes, zeneszerző és költő
- Nyikolaj Cukanov (1965) orosz politikus, pszichológus, üzletember, elektromos hegesztő, Kalinyingrád megye volt kormányzója
- Vladgymir Vdovicsenkov (1971), orosz színész

## Testvérvárosok
Volt testvérvárosok:
Guszev testvérvárosi kapcsolatban állt:
- Kazlų Rūda, Litvánia[7]
- Gołdap, Lengyelország
- Pabianice, Lengyelország

2022 márciusában a lengyel városok, Pabianice és Gołdap felmondták a Guszevvel kötött partnerséget, a 2022-es orosz invázió Ukrajna ellen miatt. 

## Fordítás
- Ez a szócikk részben vagy egészben  a   Gusev, Kaliningrad Oblast című angol Wikipédia-szócikk ezen változatának fordításán alapul.  Az eredeti cikk szerkesztőit annak laptörténete sorolja fel. Ez a jelzés csupán a megfogalmazás eredetét és a szerzői jogokat jelzi, nem szolgál a cikkben szereplő információk forrásmegjelöléseként.